# استش
استش در فوریه ۲۰۱۵ توسط برندن کریگ، دیوید رونیک و اد رابینسون پایه‌گذاری شد. کریگ و رابینسون قبلاً در شرکت خدمات مالی و سرمایه‌گذاری Macquarie با یکدیگر همکاری می‌کردند. استش در قالب یک اپ موبایلی تحت iOS و در اکتبر سال ۲۰۱۵ روانه بازار شد. نسخه اندروید آن در مارس ۲۰۱۶ به بازار ارائه شد. ظرف یک سال از راه اندازی آن ۲۱۵٬۰۰۰ کاربر ثبت‌نام شده داشت. از دسامبر ۲۰۱۶ کاربران بیش از ۲۵ میلیون دلار از طریق این برنامه سرمایه‌گذاری کرده‌اند. در ژانویهٔ ۲۰۱۸ این برنامه حدود ۱٫۶ میلیون کاربر داشته‌است.

## محصول
این برنامه به سرمایه‌گذاران کم‌تجربه و آنان که هرگز سرمایه‌گذاری نکرده‌اند و قصد دارند با مقدار اندکی پول، به سرمایه‌گذاری بپردازند کمک می‌کند. هدف استش، ساده‌سازی روند سرمایه‌گذاری و قابل دسترس کردن آن برای عموم مردم است. مباحث و تکنیک‌های لازم برای سرمایه‌گذاری و امور مالی در بخشی از سایت یا اپلیکیشن (بخش Learn آن) به کاربران تدریس می‌شود.
حداقل میزان سرمایه در این سامانه ۵ دلار است. این برنامه برای خرید و فروش یا انتقال پول از حساب، کمیسیون و حق‌العمل مالی برنمی‌دارد. کاربرانی که به میزان اندکی سرمایه‌گذاری کنند باید ماهانه ۱ دلار به استش پرداخت کنند. کسانی که ۵۰۰۰دلار یا بیشتر در سال سرمایه‌گذاری می‌کنند باید هرماه ۰٫۲۵٪ از دارایی‌های خود را به استش بپردازند. پس از پر کردن یک فرم زمینه‌یابی اولیه، مشتریان بر حسب علایق، اهداف سرمایه‌گذاری و میزان تحمل ریسک‌شان پیشنهادهای سرمایه‌گذاری دریافت می‌کنند. در این نرم‌افزار کاربران می‌توانند به خرید، فروش و نظارت بر صندوق‌های سرمایه‌گذاری بپردازند. کاربران می‌توانند با حداقل هزینهٔ ۵ دلار یک سهام کسری کوچک (کمتر از یک سهم کامل) از صندوق قابل معامله در بورس در یکی از زمینه‌های صنعتی یا غیر صنعتی که بر اساس یک رویکرد محافظه‌کارانه، متعادل یا تهاجمی برای آن‌ها به نمایش در می‌آید خریداری کنند. این نرم‌افزار دارای بیش از ۳۰ موضوع مختلف مالی برای سرمایه‌گذاری است که زمینه‌های صنعتی یا وابسته به صنعت را به کاربران پیشنهاد می‌دهد؛ انرژی‌های پاک، شرکت‌های فن‌آور یا پیروی از سرمایه‌گذاران با سابقه از جمله این پشنهادات است. در نوامبر سال ۲۰۱۷ استش، قابلیت ذخیره‌سازی هوشمند (به انگلیسی: smart-save) را ارائه کرد که با مطالعهٔ الگوهای درآمد و هزینهٔ کاربران، مازاد سرمایه‌گذاری را به یک حساب پس‌انداز منتقل می‌کند. در فوریه ۲۰۱۸ قابلیت حساب محفوظ‌شده (به انگلیسی: custodial accounts) را ارائه کرد که طی آن والدین می‌توانند به نیابت از فرزندان خود تا مادامی که به سن قانونی برای این کار برسند، سرمایه‌گذاری کنند.